# Estàtua de George Orwell
L'estàtua de George Orwell és una escultura dedicada a l'escriptor anglès inaugurada el 7 de novembre de 2017 i obra de l'artista Martin Jennings. Es troba a l'exterior de la seu de la BBC a Londres.
La paret de darrere de l'estàtua té inscrita la cita d'Orwell «Si la llibertat significa res, és el dret a dir a la gent el que no vol sentir», del prefaci original de La rebel·lió dels animals. El directiu de la BBC, Robert Seatter, va afirmar que Orwell «suposadament va basar la seva famosa habitació 101 de 1984 en una cambra on havia treballat a la BBC, però aquí [referint-se a l'estàtua] estarà a l'aire lliure recordant a la gent el valor del periodisme per a fiscalitzar l'autoritat».

## Creació

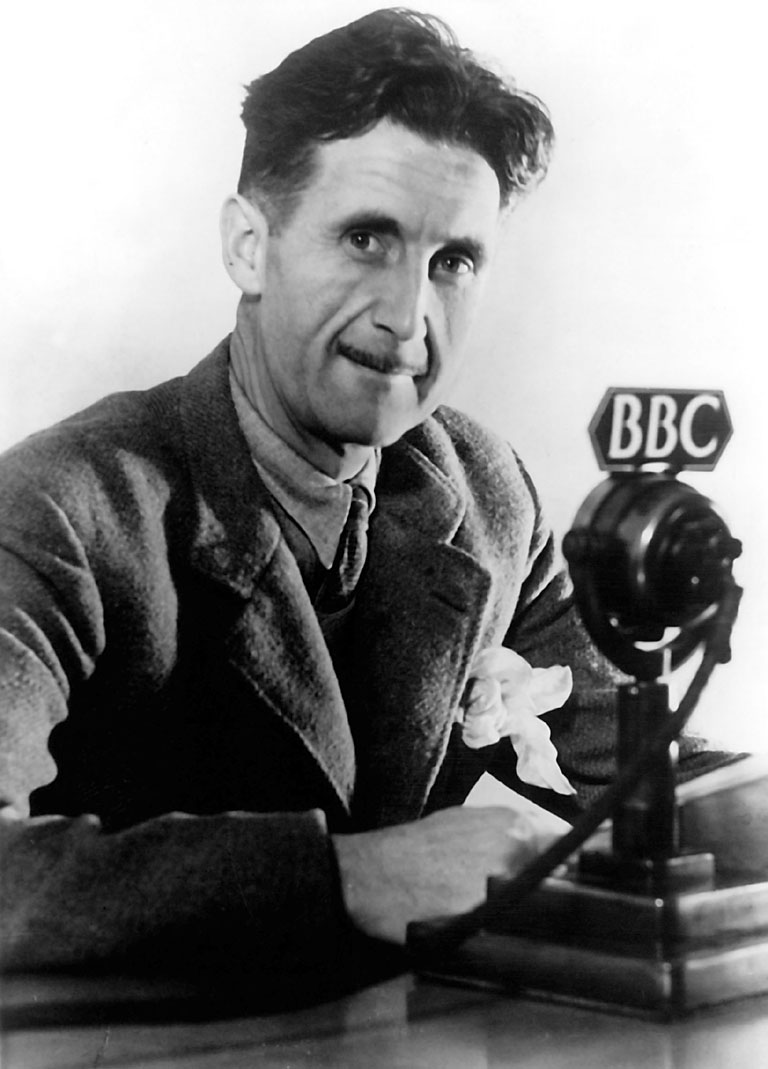
George Orwell el 1940

L'estàtua va ser finançada per un fideïcomís establert pel diputat laborista Ben Whitaker amb tots els fons procedents de donacions particulars. Entre els donants més destacats es troben Ian McEwan, Andrew Marr, Ken Follett, Rowan Atkinson, Neil i Glenys Kinnock, Tom Stoppard, David Hare i Michael Frayn. El 2012 la BBC havia rebutjat l'oferta de l'estàtua, segons sembla per l'oposició del llavors director general, Mark Thompson. El projecte es va reactivar amb el nou director general Tony Hall. Tot i que Whitaker va morir el 2014, el projecte va ser continuat per la seva esposa, Janet Whitaker.
Martin Jennings va ser elegit com a escultor perquè Whitaker admirava les seves escultures de John Betjeman a l'estació de Saint Pancras i de Philip Larkin a Kingston upon Hull. Jennings va reconèixer que Orwell era «un tema ideal per a un escultor: d'alçada imponent, flac com un rasclet, sempre amb una cigarreta a la mà i el cos inclinat. El 2018 l'estàtua de George Orwell va valer a Jennings el Premi Marsh de la Public Monuments and Sculpture Association a la millor escultura pública. Aquesta va ser la primera vegada que el premi es va atorgar al mateix escultor durant dos anys consecutius, ja que Jennings l'havia guanyat l'any anterior amb Women of steel, un grup escultòric de Sheffield. La propietat de l'estàtua es va transferir a The Orwell Society el 2021.